# Vasilij Ivanovič Abaev
Vasilij Ivanovič Abaev (in osseto Абайты Васо, in russo Василий Иванович Абаев?; Kobi, 15 dicembre 1900 – Mosca, 18 marzo 2001) è stato un linguista sovietico.
Membro dell'Accademia delle scienze dell'URSS, ha dedicato la sua vasta opera di oltre 200 titoli alla linguistica caucasica, iranica e generale, ed è stato autore di opere fondamentali sulla lingua osseta. Morì a Mosca all'età di 100 anni.